# Parallels Workstation
Parallels Workstation ist eine virtuelle Maschine (VM) des Unternehmens Parallels, genauer ein Hypervisor, für die Betriebssysteme Windows und Linux mit x86-kompatiblen Prozessoren. Es ergänzt Parallels Desktop, das als virtuelle Maschine auf Rechnern mit dem Betriebssystem Mac OS X läuft.

## Überblick
Als Wirt-Betriebssystem werden Windows (ab XP Pro SP3) und Linux unterstützt, als Gast-Betriebssysteme lassen sich eine Vielzahl von 32-Bit-Betriebssystemen für x86-Hardware virtualisieren (u. a. Windows, Linux, FreeBSD, OS/2, Solaris/86). Unterstützung für 64-Bit-Betriebssysteme ist laut Hersteller für die Zukunft vorgesehen.
Die Virtualisierungserweiterungen AMD-V von AMD und VT-x von Intel werden ebenfalls unterstützt.
Das zentrale Konfigurationswerkzeug zum Starten, Erstellen und Verwalten von virtuellen Maschinen ist ein in Qt3 geschriebenes Programm.

## Lizenz
Proprietär, Closed-Source.
Das kostenpflichtige Programm kann in einer 15-Tage-Testversion frei heruntergeladen werden.

## Emulierte Umgebung
Die emulierte Umgebung besteht u. a. aus
- einer VESA-3.0-kompatiblen Grafikkarte
- einem Intel-i815-kompatiblen Chipsatz
- USB-2.0-Unterstützung
- einer AC97-kompatiblen Soundkarte
- einer Realtek-kompatiblen (RTL8029(AS)) Netzwerkkarte

Der Austausch von Daten zwischen Gast- und Hostsystem lässt sich über Shared Folders bewerkstelligen.